# École taurine de Pomarez

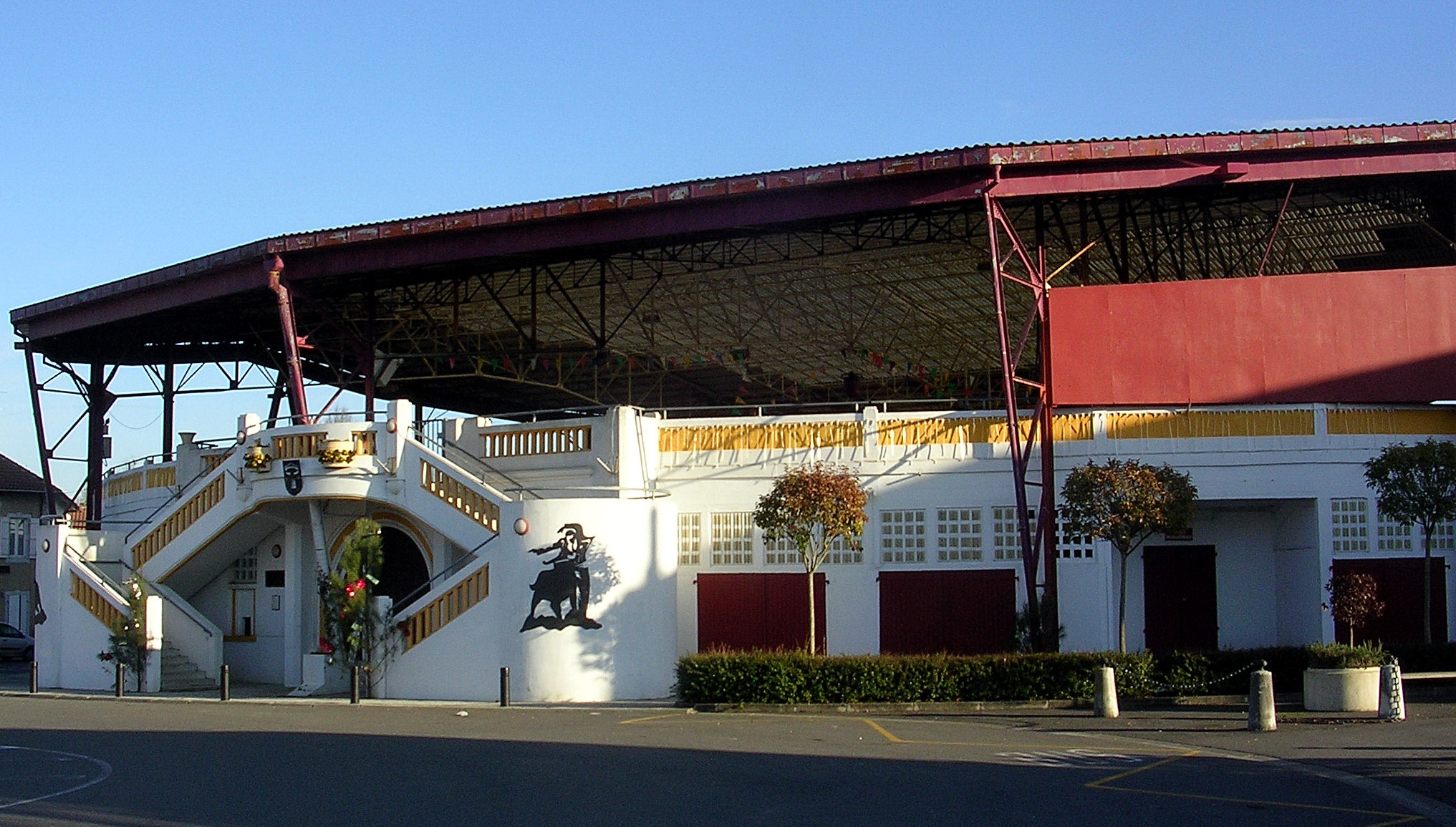
Les arènes de Pomarez, l'un des lieux d'entraînement de l'école taurine.

L'école taurine de la Fédération Française de la Course Landaise est l'unique centre de formation fédéral à la course landaise.  Les séances se déroulent dans différentes arènes des départements français du Gers et des Landes.

## Présentation
Cette école taurine est le creuset de la course landaise de demain. Elle fonctionne de février à mai, tous les vendredis soir, selon un calendrier établi par la Fédération Française de Course Landaise. Les spectateurs peuvent assister aux entraînements gratuitement. Cette formation est encadrée par d'anciens sauteurs et écarteurs et dure environ deux ans.